# Robert B. Wilson
Robert Butler Wilson, Jr. (sinh ngày 16 tháng 5 năm 1937) là nhà kinh tế học người Mỹ và là Giáo sư Quản lý Xuất sắc của Adams, Danh dự tại Đại học Stanford. Ông được trao Giải Tưởng niệm Nobel về Khoa học Kinh tế năm 2020, cùng với đồng nghiệp và sinh viên cũ của ông tại Stanford Paul R. Milgrom, ""cải thiện lý thuyết về đấu giá và phát minh những khuôn khổ đấu giá hoàn toàn mới mẻ".".  Hai học trò của họ, Alvin E. Roth và Bengt Holmström, cũng đoạt giải Nobel.
Robert Wilson đã phát triển lý tuyết đấu giá đối với các vật dụng có giá trị chung, tức các giá trị không được xác định từ đầu nhưng được tất cả mọi người đồng ý sau khi chốt. Paul R. Milgrom và Robert B. Wilson đã sáng tạo ra hình thức đấu giá mới, trong đó bán đấu giá đồng thời nhiều hàng hóa có liên quan với nhau. Phương pháp này dựa trên lý thuyết rằng người bán được động viên bởi các lợi ích xã hội lớn hơn doanh thu tối đa.
Wilson được biết đến với những đóng góp của ông cho khoa học quản lý và kinh tế kinh doanh. Luận án tiến sĩ của ông đã giới thiệu lập trình bậc hai tuần tự, trở thành phương pháp lặp hàng đầu cho lập trình phi tuyến. Cùng với nhà kinh tế toán học khác tại Trường Kinh doanh Stanford, ông đã giúp định dạng lại kinh tế học của tổ chức công nghiệp và lý thuyết tổ chức bằng cách sử dụng lý thuyết trò chơi bất hợp tác. 
Nghiên cứu của ông về định giá phi tuyến đã ảnh hưởng đến các chính sách đối với các công ty lớn, đặc biệt là trong ngành năng lượng, đặc biệt là điện.

## Tiểu sử
Wilson sinh ngày 16 tháng 5 năm 1937 tại Geneva, Nebraska. Anh tốt nghiệp Trường phổ thông Lincoln ở Lincoln, Nebraska và giành được học bổng toàn phần cho Đại học Harvard. Ông nhận bằng cử nhân Từ Đại học Harvard vào năm 1959. Sau đó, ông hoàn thành thạc sĩ quản trị kinh doanh Vào năm 1961 và tiến sĩ quản trị kinh doanh. năm 1963 từ Trường Kinh doanh Harvard. Ông đã làm việc tại Đại học California, Los Angeles trong một thời gian rất ngắn và sau đó tham gia giảng dạy tại Đại học Stanford. Ông là giảng viên của Trường Kinh doanh Stanford từ năm 1964. Ông cũng là giảng viên trực thuộc của Trường Luật Harvard từ 1993 đến 2001.